# Soulages
Soulages ist eine französische Gemeinde mit 83 Einwohnern (Stand 1. Januar 2022) im Département Cantal in der Region Auvergne-Rhône-Alpes. Sie gehört zum Kanton Neuvéglise-sur-Truyère und zum Arrondissement Saint-Flour.
Nachbargemeinden sind Lastic im Nordwesten, Rageade im Norden, Chastel im Osten, Védrines-Saint-Loup im Süden und Montchamp im Südwesten.

## Bevölkerungsentwicklung
| Jahr                       | 1962 | 1968 | 1975 | 1982 | 1990 | 1999 | 2008 | 2017 |
| -------------------------- | ---- | ---- | ---- | ---- | ---- | ---- | ---- | ---- |
| Einwohner                  | 192  | 182  | 151  | 129  | 107  | 101  | 83   | 80   |
| Quellen: Cassini und INSEE |      |      |      |      |      |      |      |      |